# Coupe de France 1943/44
Het seizoen 1943/44 was het 27e seizoen van de Coupe de France in het voetbal. Het toernooi werd georganiseerd door de Franse voetbalbond.
1943/44 was het vijfde van de zes oorlogsseizoenen in het Franse voetbal. In tegenstelling tot de aangepaste competitie die onofficieel was, was het bekertoernooi officieel.
Voorafgaand aan het seizoen werden de profafdelingen van de clubs opgeheven en de spelers konden kiezen om als amateur bij de club te blijven spelen of in dienst te treden van een van de 16 ingestelde regionale bondsteams. De clubs in het geannexeerde Elzas-Lotharingen speelden in de Duitse competities.
Aan het bekertoernooi namen 756 clubteams en de 16 bondsteams deel. Het seizoen begon in de zomer van 1943 en eindigde op 7 mei met de finale in het Parc des Princes in Parijs. De zege ging naar het Bondsteam van Nancy-Lorraine.

## Uitslagen

### 1/32e finale
BT staat voor BondsTeam.
| Winnaar                  | Uitslag | Finalist              |
| ------------------------ | ------- | --------------------- |
| BT Nancy-Lorraine        | 4-1     | SO Charenton          |
| BT Reims-Champagne       | 2-0     | RC Lens               |
| BT Bordeaux-Guyenne      | 5-0     | Chamois Niort FC      |
| BT Lens-Artois           | 4-1     | US Valenciennes-Anzin |
| Girondins Bordeaux       | 7-1     | AS Charentes          |
| BT Rouen-Normandie       | 4-2     | AC Amiens             |
| BT Montpellier-Languedoc | 4-2     | US Cazères            |
| BT Paris-Capitale        | 5-1     | ES Bully              |
| AS Saint-Étienne         | 1-0     | SC Vichy              |
| Stade Orchies            | 2-0     | Excelsior Roubaix     |
| BT Toulouse-Pyrénées     | 4-1     | Olympique Nîmes       |
| BT Marseille-Provence    | 2-1     | SO Montpellier        |
| BT Nice-Côte d'Azur      | 2-0     | AS Avignon            |
| BT Lille-Flandres        | 9-1     | Olympique Saint-Denis |
| Stade Français/CA Paris  | 4-3     | SC Fives              |
| BT Rennes-Bretagne       | 8-0     | AAJ Blois             |

| Winnaar                     | Uitslag               | Finalist              |
| --------------------------- | --------------------- | --------------------- |
| Stade Rennes                | 5-0                   | Stade Lesneven        |
| FC Sète                     | 0-0 nv; 1-0           | OGC Nice              |
| BT Paris-Île-de-Paris       | 3-2                   | RCFC Besançon         |
| AS Cannes                   | 5-2                   | Lyon OU               |
| BT Grenoble-Dauphiné        | niet gespeeld *       | FC Perpignan          |
| RC Arras                    | 0-0 nv; 3-1           | FC Rouen              |
| OIC Lille                   | 2-1                   | CA Paris XIVe         |
| BT Clermont-Auvergne        | 3-2                   | LB Châteauroux        |
| Stade Reims                 | 3-1                   | Racing Club de France |
| Toulouse FC                 | 2-1                   | ES Audenge            |
| FC Sochaux/Valentigney      | 3-1                   | FC Gueugnon           |
| Red Star Olympique Audonien | 5-1 nv; 5-0 **        | RC Ancenis            |
| Olympique Marseille         | 3-0                   | SO Gap                |
| Le Havre AC                 | 3-1 nv; 2-0 ** 1-0 ** | Stade Enghien-Ermont  |
| BT Lyon-Lyounnais           | 1-0                   | FC Annecy             |
| SCO Angers                  | 2-0                   | EC Bordeaux           |

### 1/16e finale
| Winnaar                  | Uitslag | Finalist              |
| ------------------------ | ------- | --------------------- |
| BT Nancy-Lorraine        | 7-0     | Stade Rennes          |
| BT Reims-Champagne       | 3-0     | FC Sète               |
| BT Bordeaux-Guyenne      | 3-1     | BT Paris-Île-de-Paris |
| BT Lens-Artois           | 3-1     | AS Cannes             |
| Girondins Bordeaux       | 2-1     | BT Grenoble-Dauphiné  |
| BT Rouen-Normandie       | 4-0     | RC Arras              |
| BT Montpellier-Languedoc | 3-2 nv  | OIC Lille             |
| BT Paris-Capitale        | 3-0     | BT Clermont-Auvergne  |

| Winnaar                 | Uitslag | Finalist               |
| ----------------------- | ------- | ---------------------- |
| AS Saint-Étienne        | 6-2     | Stade Reims            |
| Stade Orchies           | 4-0     | Toulouse FC            |
| BT Toulouse-Pyrénées    | 9-1     | FC Sochaux/Valentigney |
| BT Marseille-Provence   | 2-1     | Red Star Olympique     |
| BT Nice-Côte d'Azur     | 2-0     | Olympique Marseille    |
| BT Lille-Flandres       | 2-0     | Le Havre AC            |
| Stade Français/CA Paris | 2-0     | BT Lyon-Lyounnais      |
| BT Rennes-Bretagne      | 5-0     | SCO Angers             |

### 1/8 finale
De wedstrijden werden op 6 februari 1944 gespeeld, de beslissingswedstrijden op 13 (Languedoc-Stade/CAP), en 17 februari.
| Winnaar             | Uitslag     | Finalist              |
| ------------------- | ----------- | --------------------- |
| BT Nancy-Lorraine   | 3-1         | AS Saint-Étienne      |
| BT Reims-Champagne  | 3-1         | Stade Orchies         |
| BT Bordeaux-Guyenne | 1-1 nv; 2-1 | BT Toulouse-Pyrénées  |
| BT Lens-Artois      | 4-0         | BT Marseille-Provence |

| Winnaar                  | Uitslag     | Finalist                |
| ------------------------ | ----------- | ----------------------- |
| Girondins Bordeaux       | 3-0         | BT Nice-Côte d'Azur     |
| BT Rouen-Normandie       | 1-0         | BT Lille-Flandres       |
| BT Montpellier-Languedoc | 1-1 nv; 2-1 | Stade Français/CA Paris |
| BT Paris-Capitale        | 1-1 nv; 5-1 | BT Rennes-Bretagne      |

### Kwartfinale
De wedstrijden werden op 5 maart 1944 gespeeld.
| Winnaar             | Uitslag | Finalist                 |
| ------------------- | ------- | ------------------------ |
| BT Nancy-Lorraine   | 4-3     | Girondins Bordeaux       |
| BT Reims-Champagne  | 3-1     | BT Rouen-Normandie       |
| BT Bordeaux-Guyenne | 1-0     | BT Montpellier-Languedoc |
| BT Lens-Artois      | 3-1     | BT Paris-Capitale        |

### Halve finale
De wedstrijden werden op 1 (Lorriane-Guyenne) en 2 (Champagne-Artois) april 1944 gespeeld.
| Winnaar            | Uitslag        | Finalist            |
| ------------------ | -------------- | ------------------- |
| BT Nancy-Lorraine  | 2-1 nv         | BT Bordeaux-Guyenne |
| BT Reims-Champagne | 0-0 nv; 2-1 nv | BT Lens-Artois      |

### Finale
De wedstrijd werd op 7 mei 1944 gespeeld in het Parc des Princes in Parijs voor 31.995 toeschouwers. De wedstrijd stond onder leiding van scheidsrechter Charles Tibaldi.
| Winnaar                                                                         | Uitslag | Finalist           |
| ------------------------------------------------------------------------------- | ------- | ------------------ |
| BT Nancy-Lorraine                                                               | 4-0     | BT Reims-Champagne |
| Marcel Parmeggiani 21' Marcel Poblome 54' Michel Jacques 66' Marcel Poblome 74' |         |                    |

1917/18 · 1918/19 · 1919/20 · 1920/21 · 1921/22 · 1922/23 · 1923/24 · 1924/25 · 1925/26 · 1926/27 · 1927/28 · 1928/29 · 1929/30 · 1930/31 · 1931/32 · 1932/33 · 1933/34 · 1934/35 · 1935/36 · 1936/37 · 1937/38 · 1938/39 · 1939/40 · 1940/41 · 1941/42 · 1942/43 · 1943/44 · 1944/45 · 1945/46 · 1946/47 · 1947/48 · 1948/49 · 1949/50 · 1950/51 · 1951/52 · 1952/53 · 1953/54 · 1954/55 · 1955/56 · 1956/57 · 1957/58 · 1958/59 · 1959/60 · 1960/61 · 1961/62 · 1962/63 · 1963/64 · 1964/65 · 1965/66 · 1966/67 · 1967/68 · 1968/69 · 1969/70 · 1970/71 · 1971/72 · 1972/73 · 1973/74 · 1974/75 · 1975/76 · 1976/77 · 1977/78 · 1978/79 · 1979/80 · 1980/81 · 1981/82 · 1982/83 · 1983/84 · 1984/85 · 1985/86 · 1986/87 · 1987/88 · 1988/89 · 1989/90 · 1990/91 · 1991/92 · 1992/93 · 1993/94 · 1994/95 · 1995/96 · 1996/97 · 1997/98 · 1998/99 · 1999/00 · 2000/01 · 2001/02 · 2002/03 · 2003/04 · 2004/05 · 2005/06 · 2006/07 · 2007/08 · 2008/09 · 2009/10 · 2010/11 · 2011/12 · 2012/13 · 2013/14 · 2014/15 · 2015/16 · 2016/17 · 2017/18 · 2018/19 · 2019/20 · 2020/21 · 
2021/22 · 2022/23 · 2023/24 · 2024/25 ·